# 윌 휴스
윌리엄 제임스 휴즈(영어: William James Hughes, 1995년 4월 7일 ~ )는 잉글랜드의 축구 선수로 현재 크리스털 팰리스에서 미드필더로 활동 중이다.

## 수상

### 클럽
더비 카운티
- EFL 챔피언십 플레이오프 : 준우승 (2013-14), 4강 (2015-16)

왓퍼드 FC
- FA컵 : 준우승 (2018-19)
- EFL 챔피언십 : 준우승 (2020-21)

### 국가대표팀
잉글랜드 U-21
- UEFA U-21 축구 선수권 대회 : 4강 (2017)

### 개인
- 잉글랜드 프로 축구 협회 선정 올해의 팀 : 2013-14 EFL 챔피언십